# Кастр (сеньория)
Сеньория Кастр (фр. Castres) — феодальное владение в Южной Франции, располагавшееся в современном французском департаменте Тарн. Первоначально находилось на территории графства Альби.

## История
Альбигойский крестовый поход, начавшийся в 1209 году, возглавил сын Симона де Монфора, сеньора де Монфор-л’Амори — Симон IV де Монфор, 5-й граф Лестер. Во время всего конфликта Симона сопровождал его младший брат Гуго де Монфор.
В 1213 году Симон IV и Гуго разгромили объединённое войско Педро II, короля Арагона и Раймунда VI, графа Тулузы, в битве при Мюре, после чего Симон IV де Монфор получил в лен от папы Иннокентия III графство Тулуза, а также виконтства Безье, Альби и Каркассон, тогда как его брат Гуго получил сеньории Кастр и де Ферт-Але в графстве Альби, таким образом став вассалом своего брата Симона.
31 января 1228 года Гуго де Монфор погиб в битве при Варей, и сеньория перешла к его сыну Филиппу I. В 1239 году он отправился в Палестину, где получил в лен сеньорию Тир. Там он и был убит 12 августа 1270 года. Его старший сын Филипп II унаследовал в 1239 году владения отца в Тулузе, а другие сыновья стали сеньорами Тира. 24 сентября 1270 года Филипп II скончался в Тунисе во время восьмого крестового похода.
Сын Филиппа II, Жан, унаследовавший после смерти отца Кастр, в основном жил в Неаполитанском королевстве, где он унаследовал после смерти дяди титул графа Сквилачче. Однако он не оставил детей и после его смерти в 1300 году Кастр унаследовала Элеонора де Монфор, вышедшая замуж за графа Вандома Жана V.
В 1338 году Кастр унаследовал сын Элеоноры и Жана V Бушар VI, который после смерти отца в 1315 году носил титул графа Вандома. С этого момента Кастр на некоторое время объединился с графством Вандом.
В 1356 году король Франции Иоанн II Добрый возвёл Кастр в статус графства.

## Список сеньоров Кастра
Дом Монфор-л’Амори

Герб дома Монфор-Кастр

- 1211—1228: Гуго де Монфор (ум. 31 января 1228), сеньор де Ла-Ферте-Аль и де Бретанкур, сеньор де Кастр-ан-Альбижуа с 1211, регент графства Сидон в 1205—1210, сын Симона IV де Монфор
- 1228—1239 : Филипп I (1202 — 12 августа 1240), сеньор де Ла-Ферте-Аль, де Бретанкур и де Кастр-ан-Альбижуа 1228—1239, сеньор Торона 1239—1257, сеньор Тира с 1246, претендент на трон Армении, сын предыдущего
- 1239—1270: Филипп II Молодой  (ум. 24 сентября 1270), сеньор де Бейн, сеньор де Кастр-ан-Альбижуа, де Ла-Ферте-Аль и де Бретанкур с 1239, сын предыдущего
- 1270—1300: Жан I (ум. 1/3 декабря 1300), сеньор де Кастр-ан-Альбижуа, де Ла-Ферте-Аль и де Бретанкур с 1270, граф ди Сквилаче (Жан II) с 1283, сын предыдущего
- 1300—1338: Элеонора (ум. после 18 мая 1338), дама де Кастр-ан-Альбижуа, де Ла-Ферте-Аль и де Бретанкур с 1300, сестра предыдущего
муж: с 1295/1302 Жан V (ум. после 18 мая 1315), граф Вандома

Монтуарский дом

Герб графов Вандома из Монтуарской династии

- 1300/1302—1315: Жан II (ум. после 18 мая 1315), граф Вандома (Жан V) с 1271, сеньор де Кастр-ан-Альбижуа, де Ла-Ферте-Аль и де Бретанкур (Жан II) с 1300/1302 (по праву жены), Муж Элеоноры де Монфор
- 1338—1353: Бушар I (ум. 26 февраля 1353), граф Вандома (Бушар VI) с 1315, сеньор де Кастр-ан-Альбижуа, де Ла-Ферте-Аль и де Бретанкур (Бушар I) с 1338, сын предыдущего
- 1353—1356: Жан III (ум. 1/22 февраля 1364), граф Вандома (Жан VI) с 1271, сеньор де Кастр-ан-Альбижуа, де Ла-Ферте-Аль и де Бретанкур (Жан III) с 1353, граф Кастра (Жан I)